# مستر جو (فلم)
مستر جو (بالهانغل: 미스터 고) هو فيلم كوري من إنتاج عام 2013 كتابة وإخراج كيم يونج هوا. يجمع الفيلم بين الخيال والدراما ويدور حول فتاة وغوريلا، تجمعهما صداقة منذ الصغر بحيث كانت هي الوحيدة القادرة على فهمه والتحدث إليه. وتبدأ الأحداث في السيرك الذي يمتلكه جد الفتاة والذي كان مدمنًا على مشاهدة رياضة البيسبول والقيام بمراهنات على الفرق المشاركة في المباريات. ولكن يقع فجأه زلزال مدمر، ويموت على أثره الجد تاركًا الفتاة وحيدة وتحاصرها ديون كثيرة، وينتقل السيرك باحثًا عن مزيد من الدخل لتسديد الديون ثم يأتي وكيل لاعبين بيسبول، ويتقدم بعرض للفتاة وهو أن تذهب إلى كوريا مع الغوريلا، ووعدها بأنه لو التحق الغوريلا بالفريق سوف يعطيها المال تسدد به ديون جدها وتنقذ السيرك.

## شباك التذاكر
بسبب المنافسة مع أفلام الصيف الضخمة مثل الوولفيرين وفيلم محطم الثلج، لم يكن أداء مستر جو في شباك التذاكر عاليا عند بدأ عرضه بعطلة نهاية الأسبوع في كوريا الجنوبية، حيث قام بمشاهدته 540,411 رائد سينما في 788 صالة عرض. حقق الفيلم ما مجموعه 8.65 مليون دولار في كوريا الجنوبية.

## روابط خارجية
- الموقع الرسمي
 (بالكورية)
- مستر جو على هانسينما
- مقالات تستعمل روابط فنية بلا صلة مع ويكي بيانات